# Вульковское озеро
Вульковское (бел. Вулькаўскае возера) — озеро карстового происхождения в Ивацевичском районе Брестской области Белоруссии. Находится к северу от г. п. Телеханы около д. Вулька-Телеханская. Озеро расположено в бассейне реки Ясельды, Огинским каналом соединено с Ясельдой, а через Выгонощанское озеро с рекой Щарой. Объем воды 3,12 млн².

## География
Площадь зеркала озера составляет 0,49 км, при длине 2,8 км и ширине 0,68 км. Максимальная глубина озера — 23,8 м.